# شهرستان زاوالا (تگزاس)
شهرستان زاوالا، تگزاس (به انگلیسی: Zavala County, Texas) یک سکونتگاه مسکونی در ایالات متحده آمریکا است که در تگزاس واقع شده‌است.

## خصوصیات
شهرستان زاوالا ۳٬۳۷۲٫۱۸ کیلومترمربع مساحت دارد.